# O’Higgins (Schiff, 1898)
Der von Philip Watts konstruierte Panzerkreuzer O’Higgins der chilenischen Marine war ein als Vorbild der moderneren Panzerkreuzer am Ende des 19. Jahrhunderts geltender Kreuzer (Schiffstyp). 1898 bis 1933 befand sich der Kreuzer im Dienst der chilenischen Flotte.

## Baugeschichte
Die von der Werft Sir W. G. Armstrong, Whitworth (seit 1897) & Co. Ltd in Elswick bei Newcastle upon Tyne konzipierte O´Higgins galt als modernste Panzerkreuzerentwicklung ihrer Zeit. Die chilenische Regierung übernahm das schon auf eigene Rechnung von der Bauwerft begonnene Schiff im März 1896 zu einem Preis von 700.000 Pfund Sterling für das fertige Schiff. Es war das sechste Schiff, das Chile von der Bauwerft beziehen wollte.

### Armstrong-Kreuzer an Chile
Am 2. Oktober 1879 wurde der Kiel des kleinen Kreuzers Arturo Prat in Elswick gestreckt, die noch während des Baues nach Japan verkauft wurde und dort als Kanonenboot Tsukushi bis 1906 in Dienst gehalten wurde. Es folgte die 1881 in Auftrag gegebene Esmeralda, die als erste aller Geschützten Kreuzer vom Typ Elswick gilt. Sie wurde im November 1894 während des Japanisch-Chinesischen Krieges an Japan verkauft. Als Izumi nahm sie noch 1905 an der Seeschlacht bei Tsushima teil und wurde 1907 außer Dienst gestellt. Erst nach dem Verkauf traf die 1892 bestellte Blanco Encalada am 26. Januar 1895 in Chile ein. Im Juni 1897 standen der chilenischen Marine dann auch der erste Panzerkreuzer, mit der 1895 bestellten vierten Esmeralda und der kleinere Geschützte Kreuzer Ministro Zenteno, der ursprünglich für Brasilien begonnen worden war, zur Verfügung. Beide Armstrong-Kreuzer waren schon 1896 in England fertiggestellt worden, hatten aber die Überführung aus England nach Chile mit weiteren Neubauten von Laird Brothers (ein Torpedokanonenboot, vier Zerstörer) erst Ende März 1897 begonnen.

### Der erste in Großbritannien gebaute Panzerkreuzer mit Türmen
Der Stahlrumpf des Schiffes war für den Einsatz in tropischen Gewässern mit Holz ummantelt und mit Kupfer beschlagen. Er war in 15 wasserdichte Abteilungen unterteilt. Die beiden Dreifachexpansions-Maschinen erhielten Dampf aus 30 Belleville-Kesseln, die in drei Gruppen angeordnet waren und die Abgase über drei Schornsteine ableiteten.

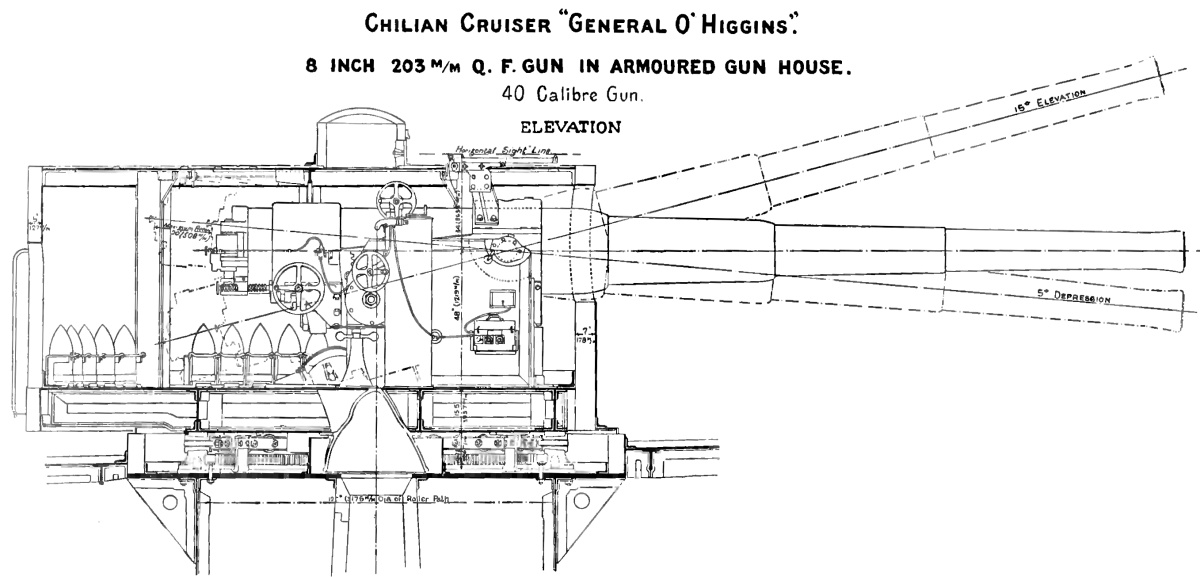
20,3-cm-Einzelturm

Die vier schweren 20,3-cm-L/40-EOC/Armstrong-Kanonen in vier Einzeltürmen: Bug- und Heckturm, dazu zwei Türme seitlich hinter der Brücke. Diese Waffe war zuvor schon auf den beiden chilenischen Kreuzern Blanco Encalada und Esmeralda sowie der argentinischen Buenos Aires hinter Schutzschilden installiert worden. Sie wurde zu einem L/45-Geschütz weiterentwickelt, das in Doppeltürmen bei den sechs Panzerkreuzern des Typs Asama und hinter Schildern als Einzelgeschütz auf der japanischen Takasago und den chinesischen Geschützten Kreuzern Hai Tien und Hai Chi eingebaut wurde und als Bug- und Heckgeschütz der 1902 angekauften Chacabuco auch in dieser Variante zur chilenischen Marine kam.
Zu dieser Hauptbewaffnung kamen noch vier 15,2-cm-L/40-Schnellfeuergeschütze in je zwei Einzeltürmen, die hinter den drei Schornsteinen auf beiden Seiten positioniert waren, während sich die übrigen sechs Kanonen diese Kalibers tiefer in Kasematten befanden. Dazu kamen noch vier 12,0-cm-L/45-Armstrong-Schnellfeuergeschütze auf dem Oberdeck, die das Bug- bzw. das Heckfeuer verstärken sollten, acht 7,6-cm-12-Pfünder-L/40-Schnellfeuergeschütze und zwei 7,6-cm-12-Pfünder-L/23-Landungsgeschütze sowie zehn 5,7-cm-6-Pfünder-Hotchkiss-Kanonen, vier Maschinengewehre in den Masttops und zwei Unterwasser-Torpedorohre im Bug sowie drei Überwasserrohre im Heck und in den Breitseiten vom britischen 45-cm-Typ.
Die Panzerung bestand aus Stahl des Typs Harvey, umfasste ein 38 bis 76 mm starkes Panzerdeck, einen bis zu 178 mm starken Gürtelpanzer von 79,3 m Länge und 2,14 m Höhe in der Wasserlinie, gepanzerte Türme von bis zu 178 mm Stärke für die schweren Geschütze und 152 mm für die in Türmen aufgestellte Mittelartillerie und die Blenden der Kasematten. Dazu kam ein mit 228 mm geschützter Kommandoturm.

## Einsatzgeschichte
Der Panzerkreuzer O´Higgins erreichte Chile am 25. Juli 1898. Namensgeber des Schiffes war Bernardo O’Higgins, der erste Staatschef Chiles. Der Panzerkreuzer war das dritte Schiff der chilenischen Marine, das seinen Namen trug. Vorgängerinnen waren eine eroberte Fregatte von 1818 bis 1826 und eine Korvette von 1100 t, die von 1866 bis 1895 genutzt wurde. Von den Vereinigten Staaten teilweise erwogene Kaufideen hinsichtlich dieses den amerikanischen Schiffen mehr als gleichwertigen Schiffes im Hinblick auf den eigenen Konflikt mit Spanien wurden fallengelassen, da von Chile letztlich der Verkauf an keine der Kriegsparteien erwartet wurde.
Chile konnte den Konflikt mit Argentinien dank britischer Vermittlung zeitweise beilegen, als sich die beiden Präsidenten, Errázuriz für Chile und Roca für Argentinien, in Punta Arenas an der Magellanstraße am 15. Februar 1899 an Bord der O´Higgins trafen. Trotz dieser Bemühungen flammte der Konflikt bald wieder auf, beide Länder standen kurz vor dem Krieg, der durch zwei Verträge im Mai und November 1902 durch Errázuriz' Nachfolger Riesco endgültig verhindert werden konnte. Beide Seiten hatten in dieser Phase ihre Marinen stark aufgerüstet. Argentinien hatte vier Panzerkreuzer der Giuseppe-Garibaldi-Klasse aus Italien bezogen, zwei weitere noch von Italien angekauft, aber 1903 dann an Japan verkauft, wo sie kurz nach dem Beginn des Russisch-Japanischen Krieges eintrafen. Chile hatte noch am 26. Februar 1902 zwei leichte Linienschiffe bei Armstrong-Whitworth in Elswick und Vickers in Barrow-in-Furness bestellt, die nach dem Verzicht der Argentinier auf zusätzliche Schiffe nicht mehr als notwendig betrachtet wurden. Die Briten kauften die unfertigen Schiffe als Swiftsure-Klasse, um sie nicht in die Hand einer der neuen Kriegsparteien gelangen zu lassen. Die Chilenen kauften allerdings 1902 noch den Geschützten Kreuzer Chacabuco, der bei Armstrong als Vorratsbau schon 1898 von Stapel gelaufen war und im Frühjahr 1902 in Europa von der chilenischen Marine übernommen wurde.
Die O´Higgins wurde 1903 während des Streits zwischen den USA und Kolumbien um die Abtrennung Panamas vor der mittelamerikanischen Küste eingesetzt. Das Interesse der Chilenen bestand an einem reibungslosen Warenverkehr über die Landenge. Der Konflikt endete mit der Trennung Panamas von Kolumbien und dem verstärkten Bau am Panamakanal. Noch im Jahr 1903 landete die O'Higgins Teile der Besatzung in Chañaral, um einen von der Sociedad Mancomunal de Obreros organisierten Streik zu brechen. Die Marinesoldaten inhaftierten dazu auch Gewerkschaftsführer. Nach dem Erdbeben von 1906 in Valparaíso kämpfte die Besatzung mit den Besatzungen anderer Schiffe unter dem Kommando des Konteradmirals Basilio Rojas gegen die danach ausgebrochenen Aufstände und Plünderungen. Im Jahr 1910 wurde die O'Higgins zusammen mit dem Panzerkreuzer Esmeralda nach Buenos Aires zur Feier des hundertsten Jahrestages der Unabhängigkeit Argentiniens entsandt.

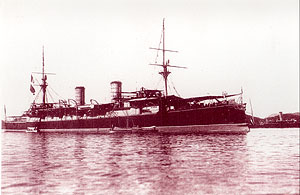
Der Panzerkreuzer Esmeralda IV

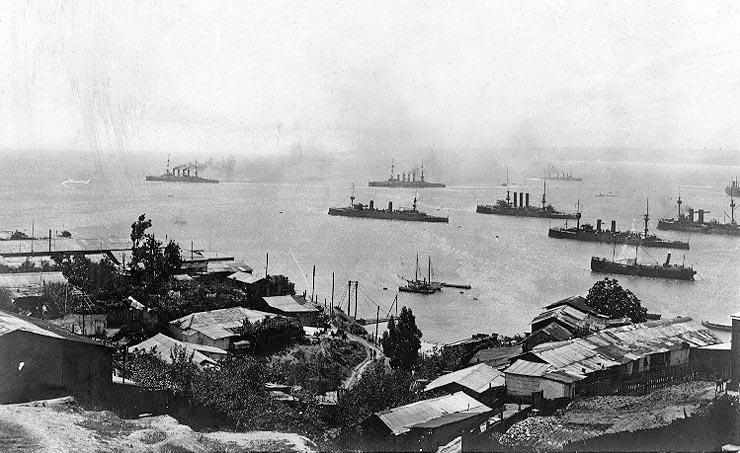
Ostasiengeschwader vor Valpareiso

Inzwischen hatte ein neues Wettrüsten der südamerikanischen Marinen begonnen. Chile hatte zwei Großkampfschiffe und sechs große Zerstörer in Großbritannien bestellt. Von den Zerstören erreichten noch zwei Chile vor Ausbruch des Weltkrieges, die restlichen dienten als Flottillenführer der Faulknor-Klasse bei der Royal Navy. Die drei überlebenden wurden nach dem Krieg an Chile geliefert. Von den Großkampfschiffen wurde nur die Almirante Latorre als Canada fertiggestellt, die nach Dienst in der britischen Flotte 1921 doch noch Chile erreichte, so dass die O'Higgins bis dahin das größte Schiff der chilenischen Marine blieb.
Als 1914 das deutsche Kreuzergeschwader unter Maximilian von Spee und die sie suchenden Einheiten der Royal Navy vor der chilenischen Küste erschienen, griffen die chilenischen Marineeinheiten nicht ein. Sie achteten auf die Verweildauer in den Häfen im Sinne der Neutralitätsregeln, duldeten aber, das beide Seiten in einsamen Buchten sich versteckten oder innerhalb der Hoheitsgewässer kohlten.
Die O'Higgins wurde routinemäßig in Stand gehalten und erreichte bei Tests 1919 noch eine Höchstgeschwindigkeit von 21 Knoten. Im gleichen Jahr begannen erste Versuche mit einem Bordflugzeug, das mit einem Kran auf das Wasser gesetzt und wieder an Bord genommen wurde. Allerdings kam es am 24. August 1920 bei Mejillones zu einem tödlichen Unfall mit dem Fähnrich Juli Villagrán als Piloten.
Am 1. September 1931 beteiligte sich die Mannschaft der O'Higgins am Aufstand der Flotte, nachdem erhebliche Soldkürzungen verabschiedet worden waren. Auch das Flottenflaggschiff Almirante Latorre, sieben Zerstörer und einige U-Booten waren zu Beginn an der Meuterei beteiligt, die durch den Einsatz von Flugzeugen der chilenischen Luftwaffe („Fuerza Aérea de Chile“) niedergeschlagen werden sollte. Der Luftangriff war jedoch erfolglos. Die Meuterer gaben jedoch nach wenigen Tagen auf. 1933 wurde der Panzerkreuzer stillgelegt. Das noch vorhandene Schiff wurde erst 1958 bei der Pazifik Steel Company abgebrochen.